# Parentia chathamensis
Parentia chathamensis är en tvåvingeart som beskrevs av Daniel J. Bickel 1991. Parentia chathamensis ingår i släktet Parentia och familjen styltflugor. Inga underarter finns listade i Catalogue of Life.